# Fútbol en los Juegos del Pacífico Sur de 1979
El fútbol fue uno de los deportes disputados en los Juegos del Pacífico Sur 1979, que se llevaron a cabo en Fiyi. 
Este fue uno de los torneos que más selecciones involucró, siendo 12 los participantes de esta edición. Se dividieron en cuatro grupos de tres países cada uno.
Tahití se llevó la medalla de oro por segunda vez consecutiva venciendo en la final al seleccionado local que se quedó con la medalla plateada. La presea de bronce fue para las Islas Salomón.

## Participantes
| Equipos participantes | Equipos participantes | Equipos participantes | Equipos participantes | Equipos participantes | Equipos participantes |
| --------------------- | --------------------- | --------------------- | --------------------- | --------------------- | --------------------- |
| Fiyi                  | Guam                  | Islas Salomón         | Kiribati              | N. Caledonia          | N. Hébridas           |
| P. N. Guinea          | Samoa                 | Tahití                | Tonga                 | Tuvalu                | Wallis y Futuna       |

## Resultados

### Primera ronda

#### Grupo 1
| Equipo             | Pts | PJ | PG | PE | PP | GF | GC | Dif |
| ------------------ | --- | -- | -- | -- | -- | -- | -- | --- |
| Fiyi               | 3   | 2  | 1  | 1  | 0  | 24 | 0  | 24  |
| Papúa Nueva Guinea | 3   | 2  | 1  | 1  | 0  | 13 | 0  | 13  |
| Kiribati           | 0   | 2  | 0  | 0  | 2  | 0  | 37 | -37 |

| Fecha        | Lugar   |                    |                               | Resultado |                               |                    |
| ------------ | ------- | ------------------ | ----------------------------- | --------- | ----------------------------- | ------------------ |
| 29 de agosto | Suva    | Fiyi               | Bandera de Fiyi               | 0:0       | Bandera de Papúa Nueva Guinea | Papúa Nueva Guinea |
| 30 de agosto | Suva    | Fiyi               | Bandera de Fiyi               | 24:0      | Bandera de Kiribati           | Kiribati           |
| 31 de agosto | Nausori | Papúa Nueva Guinea | Bandera de Papúa Nueva Guinea | 13:0      | Bandera de Kiribati           | Kiribati           |

#### Grupo 2
| Equipo | Pts | PJ | PG | PE | PP | GF | GC | Dif |
| ------ | --- | -- | -- | -- | -- | -- | -- | --- |
| Tahití | 4   | 2  | 2  | 0  | 0  | 26 | 0  | 26  |
| Tuvalu | 2   | 2  | 1  | 0  | 1  | 5  | 21 | -16 |
| Tonga  | 0   | 2  | 0  | 0  | 2  | 3  | 13 | -10 |

| Fecha           | Lugar   |        |                               | Resultado |                   |        |
| --------------- | ------- | ------ | ----------------------------- | --------- | ----------------- | ------ |
| 29 de agosto    | Suva    | Tahití | Bandera de Polinesia Francesa | 8:0       | Bandera de Tonga  | Tonga  |
| 30 de agosto    | Suva    | Tahití | Bandera de Polinesia Francesa | 18:0      | Bandera de Tuvalu | Tuvalu |
| 1 de septiembre | Nausori | Tuvalu | Bandera de Tuvalu             | 5:3       | Bandera de Tonga  | Tonga  |

#### Grupo 3
| Equipo          | Pts | PJ | PG | PE | PP | GF | GC | Dif |
| --------------- | --- | -- | -- | -- | -- | -- | -- | --- |
| Islas Salomón   | 4   | 2  | 2  | 0  | 0  | 18 | 0  | 18  |
| Wallis y Futuna | 2   | 2  | 1  | 0  | 1  | 3  | 7  | -4  |
| Samoa           | 0   | 2  | 0  | 0  | 2  | 1  | 15 | -14 |

| Fecha           | Lugar   |                 |                              | Resultado |                              |                 |
| --------------- | ------- | --------------- | ---------------------------- | --------- | ---------------------------- | --------------- |
| 29 de agosto    | Suva    | Islas Salomón   | Bandera de Islas Salomón     | 6:0       | Bandera de Wallis and Futuna | Wallis y Futuna |
| 31 de agosto    | Suva    | Islas Salomón   | Bandera de Islas Salomón     | 12:0      | Bandera de Samoa             | Samoa           |
| 1 de septiembre | Nausori | Wallis y Futuna | Bandera de Wallis and Futuna | 3:1       | Bandera de Samoa             | Samoa           |

#### Grupo 4
| Equipo          | Pts | PJ | PG | PE | PP | GF | GC | Dif |
| --------------- | --- | -- | -- | -- | -- | -- | -- | --- |
| Nueva Caledonia | 4   | 2  | 2  | 0  | 0  | 13 | 1  | 12  |
| Nuevas Hébridas | 2   | 2  | 1  | 0  | 1  | 4  | 3  | 1   |
| Guam            | 0   | 2  | 0  | 0  | 2  | 1  | 14 | -13 |

| Fecha        | Lugar |                 |                            | Resultado |                    |                 |
| ------------ | ----- | --------------- | -------------------------- | --------- | ------------------ | --------------- |
| 29 de agosto | Suva  | Nuevas Hébridas | Bandera de Francia         | 4:0       | Bandera de Guam    | Guam            |
| 30 de agosto | Suva  | Nueva Caledonia | Bandera de Nueva Caledonia | 10:1      | Bandera de Guam    | Guam            |
| 31 de agosto | Suva  | Nueva Caledonia | Bandera de Nueva Caledonia | 3:0       | Bandera de Francia | Nuevas Hébridas |

### Segunda ronda

#### Cuartos de final
| Fecha           | Lugar   |                 |                               | Resultado |                               |                    |
| --------------- | ------- | --------------- | ----------------------------- | --------- | ----------------------------- | ------------------ |
| 3 de septiembre | Nausori | Fiyi            | Bandera de Fiyi               | 5:0       | Bandera de Wallis and Futuna  | Wallis y Futuna    |
| 3 de septiembre | Nausori | Tahití          | Bandera de Polinesia Francesa | 1:0       | Bandera de Francia            | Nuevas Hébridas    |
| 3 de septiembre | Nausori | Islas Salomón   | Bandera de Islas Salomón      | 3:2       | Bandera de Papúa Nueva Guinea | Papúa Nueva Guinea |
| 3 de septiembre | Nausori | Nueva Caledonia | Bandera de Nueva Caledonia    | 11:0      | Bandera de Tuvalu             | Tuvalu             |

#### Semifinales
| Fecha           | Lugar |        |                               | Resultado |                            |                 |
| --------------- | ----- | ------ | ----------------------------- | --------- | -------------------------- | --------------- |
| 4 de septiembre | Suva  | Fiyi   | Bandera de Fiyi               | 2:0       | Bandera de Islas Salomón   | Islas Salomón   |
| 4 de septiembre | Suva  | Tahití | Bandera de Polinesia Francesa | 3:2       | Bandera de Nueva Caledonia | Nueva Caledonia |

#### Medalla de bronce
| Fecha           | Lugar |                 |                            | Resultado |                          |               |
| --------------- | ----- | --------------- | -------------------------- | --------- | ------------------------ | ------------- |
| 7 de septiembre | Suva  | Nueva Caledonia | Bandera de Nueva Caledonia | 1:3       | Bandera de Islas Salomón | Islas Salomón |

#### Final
| Fecha           | Lugar |      |                 | Resultado |                               |        |
| --------------- | ----- | ---- | --------------- | --------- | ----------------------------- | ------ |
| 7 de septiembre | Suva  | Fiyi | Bandera de Fiyi | 0:3       | Bandera de Polinesia Francesa | Tahití |

| Bandera de Polinesia Francesa |
| Campeón Tahití                |
| Tercer título                 |

### Torneo de consolación

#### Cuartos de final
| Fecha           | Lugar   |                 |                    | Resultado      |                               |                    |
| --------------- | ------- | --------------- | ------------------ | -------------- | ----------------------------- | ------------------ |
| 5 de septiembre | Nausori | Guam            | Bandera de Guam    | 4:2            | Bandera de Samoa              | Samoa              |
| 5 de septiembre | Nausori | Nuevas Hébridas | Bandera de Francia | 2:0            | Bandera de Papúa Nueva Guinea | Papúa Nueva Guinea |
| 5 de septiembre | Nausori | Tuvalu          | Bandera de Tuvalu  | 3:3 (4:2 pen.) | Bandera de Kiribati           | Kiribati           |
| 5 de septiembre | Nausori | Tonga           | Bandera de Tonga   | 1:0            | Bandera de Wallis and Futuna  | Wallis y Futuna    |

#### Semifinales
| Fecha           | Lugar   |                 |                    | Resultado |                   |        |
| --------------- | ------- | --------------- | ------------------ | --------- | ----------------- | ------ |
| 6 de septiembre | Nausori | Guam            | Bandera de Guam    | 7:2       | Bandera de Tuvalu | Tuvalu |
| 6 de septiembre | Nausori | Nuevas Hébridas | Bandera de Francia | 7:1       | Bandera de Tonga  | Tonga  |

#### Partido por el quinto puesto
| Fecha           | Lugar |                 |                    | Resultado  |                 |      |
| --------------- | ----- | --------------- | ------------------ | ---------- | --------------- | ---- |
| 7 de septiembre | Suva  | Nuevas Hébridas | Bandera de Francia | No se jugó | Bandera de Guam | Guam |